# Leslie Uggams
Leslie Marian Uggams (Nueva York, 25 de mayo de 1943) es una actriz y cantante estadounidense, más conocida por su actuación en el musical de Broadway Hallelujah, Baby!, la trilogía de Deadpool y la serie de televisión Fallout.

## Carrera profesional

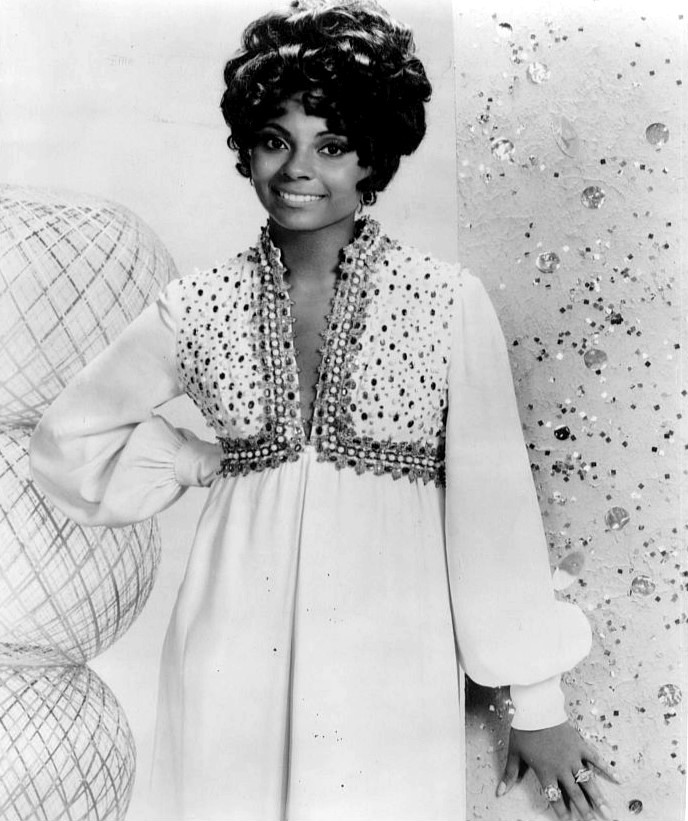
Leslie Uggams (1971)

### Cantante
Uggams debutó en 1950 en la serie de televisión Beulah, en la que interpretó a la sobrina del personaje de Ethel Waters. Más tarde debutaría como cantante en The Lawrence Welk Show, siendo una colaboradora habitual de Mitch Miller dentro del espacio Sing Along with Mitch. En 1960, apareció en la película Inherit the Wind, interpretando la canción Give Me That Old Time Religion.

### Actriz

#### Televisión
En 1969 presentaría un programa de variedades bajo el título de The Leslie Uggams Show, además de ganar cierto protagonismo con la serie Raíces, donde interpretó el papel de Kizzy. Otras apariciones fueron en series y programas como Hollywood Squares, Fantasy, The Muppet Show y Magnum P.I..

#### Cine
En 1975 protagonizó Poor Pretty Eddie, en donde interpretó a una popular cantante del sur profundo que sufre varias humillaciones. Cinco años después aparecería en Blues in the Night. En 2016 participó en la película Deadpool, junto a Ryan Reynolds, en el papel de Blind Al. Luego repetiría el papel en las dos secuelas del filme, Deadpool 2 (2018) y Deadpool & Wolverine (2024).

#### Teatro
Uggams debutó en el escenario del teatro Lincoln Center como sustituta de Patti LuPone en el papel de Reno Sweeney del musical de Cole Porter Anything Goes. Más tarde obtendría diversos roles en Broadway, entre los que destacan Muzzy en Thoroughly Modern Millie y Ethel Thayer en On Golden Pond, en el Cort Theatre. En 1996, Ugams interpretó el papel de Rose Keefer en All My Children, y diez años después, a Lena Horne en el musical Stormy Weather, en el Pasadena Playhouse de California.

## Filmografía

### Cine
| Año  | Título                    | Rol                      | Notas |
| ---- | ------------------------- | ------------------------ | --- |
| 1962 | Two Weeks in Another Town | Chanteuse                | |
| 1972 | Skyjacked                 | Lovejoy Wells            | |
| 1972 | Black Girl                | Netta                    | |
| 1975 | Poor Pretty Eddie         | Elizabeth 'Liz' Wetherly | |
| 1993 | Sugar Hill                | Doris Holly              | |
| 2009 | Toe to Toe                | Grandma                  | |
| 2014 | Just the Three of Us      | Regina                   | Short film |
| 2016 | Deadpool                  | Blind Al                 | All Def Movie Award for Best Superhero Token Sidekick |
| 2018 | Deadpool 2                | Blind Al                 | |
| 2021 | The Ravine                | Joanna                   | Los Angeles Film Award for Best Ensemble |
| 2022 | Nanny                     | Kathleen                 | |
| 2022 | Dotty & Soul              | Dotty                    | |
| 2023 | American Fiction          | Agnes Ellison            | Nominada — Mejor actriz de reparto AARP Movies Grownups Awards Nominated — Premio del Sindicato de Actores al mejor reparto Nominated — Washington D. C. Area Film Critics Association Award for Best Ensemble Nominated — Georgia Film Critics Association Award for Best Ensemble |
| 2024 | Deadpool & Wolverine      | Blind Al                 | |

### Televisión
| Año       | Título                               | Rol                                        | Notas |
| --------- | ------------------------------------ | ------------------------------------------ | --- |
| 1966      | Hullabaloo                           | Ella misma                                 | Invitada |
| 1966      | The Girl from U.N.C.L.E.             | Natasha Brimstone                          | Episodio: "The Jewels of Topango Affair" |
| 1967      | I Spy                                | Tonia                                      | Episodio: "Tonia" |
| 1969      | The Leslie Uggams Show               | Herself                                    | 10 episodios |
| 1970      | Swing Out, Sweet Land                | Saloon Singer                              | Especial de televisión |
| 1972      | The Mod Squad                        | Dina Lane                                  | Episodio: "Kill Gently, Sweet Jessie" |
| 1974      | Marcus Welby, M.D.                   | Laurie Williams                            | Episodio: "Feedback" |
| 1977      | Roots                                | Kizzy Reynolds                             | Miniserie Nominada — Primetime Emmy a la mejor actriz invitada - Serie dramática (1977) Nominado — Globo de Oro a la mejor actriz de serie de televisión - Drama (1977) |
| 1979      | Backstairs at the White House        | Lillian Rogers Parks                       | Miniserie |
| 1981      | Sizzle                               | Vonda                                      | Película para televisión |
| 1982–1984 | Fantasy                              | Invitada                                   | Daytime Emmy Award for Outstanding Host or Hostess in a Variety Series (1983) Nominado                                                                                  |
| 1984      | Magnum, P.I.                         | Alexis Carter                              | Episodio: "Paradise Blues" |
| 1987      | Hotel                                | Amanda Price                               | Episodio: "Discoveries" |
| 1981–1987 | The Love Boat                        | Callie Reason, Leslie Uggams, Marion Blake | 3 episodios |
| 1991      | The Cosby Show                       | Kris Temple                                | Episode: "The Return of the Clairettes" |
| 1993      | A Different World                    | Dr. Eileen Redding                         | Episodio: "College Kid" |
| 1995      | Under One Roof                       | Geneva                                     | Episodio: "Secrets" |
| 1996      | All My Children                      | Rose Keefer                                | 15 de octubre – 11 de diciembre de 1996 Nominado — NAACP Image Award for Outstanding Actress in a Daytime Drama Series (1996)                                           |
| 2011      | Memphis Beat                         | Estelle                                    | Episode: "Troubled Water" |
| 2011      | The Good Wife                        | Suzanne Packer                             | Episode: "Death Row Tip" |
| 2015      | Nurse Jackie                         | Vivian                                     | 3 episodios |
| 2016–2020 | Empire                               | Leah Walker                                | 21 episodes |
| 2017      | The Immortal Life of Henrietta Lacks | Sadie                                      | Película para televisión |
| 2021      | The Bite                             | Dr. Hester Boutella                        | 3 episodios |
| 2021      | Family Guy                           | Herself                                    | Episodio: "The Birthday Bootlegger" |
| 2019–2022 | New Amsterdam                        | Mama Reynolds                              | 5 episodios |
| 2023      | Extrapolations                       | Isabel Zucker                              | 2 episodios |
| 2023      | My Dad the Bounty Hunter             | Grandma                                    | Voz |
| 2024      | Fallout                              | Betty Pearson                              | 5 episodios |